# Joe Ranft
Joseph Henry (Joe) Ranft (Pasadena, 13 maart 1960 – Mendocino County, 16 augustus 2005) was een Amerikaanse scenarioschrijver, animator en stemacteur die werkte voor Pixar en Disney.

## Levensloop
Ranft studeerde aan het California Institute of the Arts. Hierna werkte hij gedurende de jaren tachtig aan de verhaallijnen van verschillende animatiefilms, waaronder The Lion King en Beauty and the Beast. In 1992 stapte hij over naar Pixar om mee te werken aan alle daaropvolgende films van Pixar. Naast scenarioschrijver was Ranft ook stemacteur en verzorgde hij onder andere de stemmen voor Lenny de Verrekijker in Toy Story, Heimlich in A Bug's Life, Wheezy de Pinguïn in Toy Story 2, Jacques de Garnaal in Finding Nemo en Red/Peterbuilt in Cars.
Ranft overleed in 2005 toen een auto waarin hij als passagier meereed verongelukte en van een klif stortte. De films Corpse Bride (2005), Cars (2006), Ratatouille (2007), Onward (2020) en Soul (2020) werden aan hem opgedragen. In oktober 2006 werd hem postuum de Disney Legends Award toegekend, een prijs voor bijzondere bewezen diensten bij Disney.

## Filmografie
- Het Dappere Broodroostertje (1987)
- Who Framed Roger Rabbit (1988)
- Platvoet en zijn vriendjes (1988)
- Oliver & Co. (1988)
- De kleine zeemeermin (1989)
- De Reddertjes in Kangoeroeland (1990)
- Belle en het Beest (1991)
- Aladdin (1992)
- Tim Burton's The Nightmare Before Christmas (1993)
- The Lion King (1994)
- Toy Story (1995)
- De reuzenperzik (1996)
- A Night at the Roxbury (1998)
- Een luizenleven (1998)
- Toy Story 2 (1999)
- Fantasia 2000 (1999)
- Buzz Lightyear of Star Command: The Adventure Begins (2000)
- Monkeybone (2001)
- Monsters en co. (2001)
- Piratenplaneet (2002)
- Finding Nemo (2003)
- The Incredibles (2004)
- Corpse Bride (2005)
- Cars (2006)
- Mater and the Ghostlight (2006)
- Ratatouille (2007)
- Onward (2020)
- Soul (2020)